# Орден Святого Фердинанда и заслуг
Королевский орден Святого Фердинанда и заслуг (итал. Reale ordine di San Ferdinando e del Merito) — рыцарский орден в Королевстве обеих Сицилий в XIX веке.

## История
Орден Святого Фердинанда и Заслуг был основан 1 апреля 1800 года королём Неаполя и Сицилии Фердинандом IV. Им награждались лица за заслуги перед королём и проявившие верность королевству и правящему дому неаполитано-сицилийской династии Бурбонов.
Орден был учреждён в двух степенях — Большого креста и командора. В 1810 году была добавлена третья степень — кавалера.
После присоединения Королевства Обеих Сицилий к Итальянскому королевству орден считается династической наградой Сицилийских Бурбонов. В настоящее время главой ордена считается принц Карло, герцог Кастро.

## Степени ордена
Кавалер Большого креста — крест на широкой ленте через плечо
 Командор — крест на узкой ленте на шее
 Кавалер — крест на узкой ленте на левой стороне груди

## Описание
Знак ордена — золотая звезда из шести королевских лилий белой эмали, между которыми по три расходящихся, с раздвоенными концами, луча. В центре лицевой стороны знака круглый золотой медальон с широким ободком синей эмали. В центре медальона изображение Святого Фердинанда, в горностаевой мантии белой и синей эмали, с мечом в правой руке и лавровым венком зелёной эмали — в левой. На ободке — в нижней части надпись «FIDEI ET MERITO». В центре оборотной стороны знака такой же медальон с надписью в центре: «FERD. IV. INST: ANNO 1800». Сверху знак увенчан королевской короной.
Звезда ордена — серебряная, повторяет своим внешним видом знак ордена, несколько увеличенного размера, без короны.
Орденская лента — синяя с тёмно-красными краями.

## Награждённые
Среди носителей ордена Святого Фердинанда и Заслуг следует назвать короля Великобритании и Ганновера Георга IV, императора Фердинанда I, адмирала Нельсона, генералиссимуса К-Ф. цу Шварценберга, фельдмаршала Й. Радецкого и др. В России кавалером ордена был контр-адмирал Александр Андреевич Сорокин, награждённый за спасение королевской семьи.